# Xã Manchester, Quận Dallas, Arkansas
Xã Manchester (tiếng Anh: Manchester Township) là một xã thuộc quận Dallas, tiểu bang Arkansas, Hoa Kỳ. Năm 2010, dân số của xã này là 415 người.